# Early Works
Early Works è un album compilation del cantante statunitense Taylor Hicks, vincitore della quinta edizione di American Idol. L'album è stato pubblicato il 12 agosto 2008 ed include i brani di In Your Time e Under the Radar, due album autoprodotti da Hicks prima della sua partecipazione ad American Idol.

## Tracce
1. Soul Thing (Hicks)
2. The Fall (Hicks)
3. Hold on to Your Love (Hicks)
4. The Deal (Hicks)
5. Heart and Soul (Hicks)
6. In Your Time (Hicks)
7. West Texas Sky (Hicks)
8. Somehow (Hicks)
9. Tighten Up (Archie Bell)
10. Son of a Carpenter (Hicks)
11. My Friend (Hicks)
12. Georgia